# 穴盘木属
穴盘木属（学名：Coelodiscus）是大戟科下的一个属，为灌木或小乔木植物。该属共有5种，分布于印度、马来西亚。